# Leneve
Leneve az Amerikai Egyesült Államok északnyugati részén, Oregon állam Coos megyéjében, az Oregon Route 42 közelében elhelyezkedő önkormányzat nélküli település.
Nevét egy telepes családról kapta. A posta 1917. április 5-e és 1934. május 31-e között működött. Korábban megfontolták a Conlogue elnevezést is, de ezt elvetették.

## Fordítás
- Ez a szócikk részben vagy egészben  a   Leneve, Oregon című angol Wikipédia-szócikk ezen változatának fordításán alapul.  Az eredeti cikk szerkesztőit annak laptörténete sorolja fel. Ez a jelzés csupán a megfogalmazás eredetét és a szerzői jogokat jelzi, nem szolgál a cikkben szereplő információk forrásmegjelöléseként.